# Riqueuria
Riqueuria es un género de plantas con flores perteneciente a la familia de las rubiáceas. Incluye una sola especie: Riqueuria avenia Ruiz & Pav. (1798).
Es nativo del este de Perú.